# Систер, Юлия Давидовна
Юлия Давидовна Систер (ивр. יוליה סיסטר‎, англ. Yulia Sister; род. 12 сентября 1936, Кишинёв, Бессарабия, Румыния) — молдавский советский и израильский химик-аналитик, историк науки и исследователь русского еврейства в Израиле, Франции и других странах. Занималась исследовательской работой с использованием полярографии и хроматографии, в настоящее время является генеральным директором Научно-исследовательского центра «Евреи России в Зарубежье и Израиле».

## Биография

### Раннее детство и школы
Родилась в 1936 году в Кишинёве, столице Бессарабии, входившей тогда в состав Румынии. Позднее Кишинёв стал столицей Молдавской ССР, а с 1991 года город является столицей Молдовы. Юлины родители и дедушка и бабушка по отцовской линии также родились в этом городе. Родители отца пережили в Кишинёве погром 1903 года.
Отец Юлии Давид Иосифович был врачом, получившим медицинское образование в Карловом университете в Праге. Он рассказывал дочери о студенческих годах, о Бессарабском землячестве в Праге и о своих встречах со знаменитыми людьми. Юлина мама Евгения (Бат-Шева) Моисеевна переписывала для неё детские стихи, и Юлия научилась читать довольно рано. Одно из её первых стихотворений – «Что такое хорошо и что такое плохо» Маяковского.
Бабушки и дедушки Юлии соблюдали еврейские традиции и говорили на идише, а дед Иосиф (Йосеф) писал на нём стихи. Однако Юлия едва помнила их. Дед Моисей умер до того, как она родилась; родители отца погибли в Кишинёвском гетто во время Холокоста, а бабушка Сарра умерла во время Второй мировой войны в эвакуации.
Во время 2-й мировой войны СССР потребовал от Румынии возвращения Бессарабии, и в июне 1940 года она была присоединена к Советскому Союзу. Год спустя, в июле 1941 года, Бессарабия вновь стала румынской, а в августе 1944 года возвращена в состав Советского Союза. В своих воспоминаниях Юлия описывает день, когда Красная Армия впервые вошла в Кишинёв. Она также помнит немецкие бомбардировки города и воздушные налеты на дороги, по которым её семья двигалась на Восток во время эвакуации.
В начале войны Давид Систер с семьёй был эвакуирован на левый берег Волги, назначен главным врачом районной больницы и консультантом близлежащего военного госпиталя. Больница была расположена в открытой степи между двумя сёлами, а на другом берегу Волги был Сталинград. Семья пробыла в этом месте несколько лет. Поблизости не было других детей и Юле не с кем было дружить и играть. Однако она была очарована местной природой и увлекалась наблюдением за растениями и животными. Обитатели больницы могли слышать канонаду на другом берегу, которая стала особо мощной во время Сталинградской битвы.
В 1944 году семья переехала в Кировоград, где Юли с опозданием на год в восемь лет пошла в первый класс. Год спустя семья вернулась в родной Кишинёв. Несмотря на послевоенные ограничения и трудности, Систерам удалось возродить свой дом, включая огромную библиотеку. Среди гостей и друзей семьи были писатели, актёры, музыканты, учёные; Юлия росла в атмосфере тяги к знаниям.
В период с 1945 по 1954 Юлия Систер училась в женской средней школе в Кишинёве. Химию увлечённо преподавала учительница,  любившая свой предмет и заразившая своим энтузиазмом многих учеников. По совету учительницы Систер принимала участие в работе химического кружка для школьников, который вёл профессор Антон Васильевич Аблов в Кишинёвском университете.

### Образование и научная работа
Осенью 1954 года Юлия Систер поступила на химический факультет Кишинёвского университета. Во время собеседования с абитуриентами химического факультета профессор Юрий Сергеевич Ляликов спросил её, почему она выбрала именно химический факультет, и Юлия объяснила ему, что благодаря школьной учительнице она влюбилась в химию. В студенческие годы она принимала активное участие в научной и общественной жизни университета, была редактором факультетской газеты «Химик». Со второго курса университета становится членом студенческого научного общества и начинает исследовать соединения, называемые гетерополикислотами. В 1959 году Юлия Систер успешно защитила дипломную работу «Осадочная хроматография гетерополикислот» и с отличием окончила химический факультет Кишинёвского госуниверситета.
По окончании учёбы в университете Систер получила назначение в лабораторию аналитической химии, которой руководил Юрий Ляликов. Лаборатория была частью Института химии Молдавского филиала Академии наук СССР, который стал Академией наук Молдавской ССР в 1961 году. Работа в этой лаборатории позволила Юлии, молодому химику, использовать в своих исследованиях полярографические методы. Для проведения анализа органических соединений при помощи переменнотоковой полярографии, Юлия своими руками сконструировала полярограф и получила первые полярограммы. Систер была первой в Молдавии (совместно с Ю.С.Ляликовым), кто применил методы переменнотоковой полярографии и полярографии на второй гармонике переменного тока для анализа органических соединений. Затем совместно с физиком В.В.Сенкевичем был собран автоматический прибор, и только позднее в СССР начали серийное производство полярографов. Свои первые научные статьи она опубликовала в начале 1960-х годов. Работая в Институте химии АН МССР, Систер защитила диссертацию и в 1967 году получила учёную степень PhD по химии.
В течение 25 лет исследовательской работы в Институте химии Систер работала над широким спектром задач. Её экологические исследования включали анализ наличия пестицидов в объектах окружающей среды, пищевых продуктах и биологических средах. Она занималась исследованием суспензий и анализом новых органических соединений. Внесла существенный вклад в развитие таких методов, как полярография на второй гармонике переменного тока, разностная полярография с магнитной записью, хроматополярография. Около 20 лет являлась консультантом по использованию метода полярографии в биологии на кафедре физиологии животных и человека Кишинёвского университета.
В 1984 году Юлия Систер была приглашена на работу в Технологическо-конструкторский институт, где она вскоре возглавила лабораторию физико-химических методов. Институт действовал при научно-производственном объединении в Яловенах (ранее Кутузов). В своих исследованиях Юлия и её лаборатория использовали самые разнообразные методы, в том числе высокоэффективную жидкостную хроматографию, которая только начинала внедряться в лабораториях страны. Систер также была членом правления Молдавского филиала Всесоюзного химического общества им. Д. И. Менделеева, занимая сначала должность ученого секретаря, а затем заместителя председателя. Она руководила республиканской секцией «Юный Химик"»; многие из её учеников, бывших юных химиков, стали позднее учеными и руководителями предприятий.

### Новые направления деятельности
В 1990 году Юлия Систер с семьёй репатриировалась в Израиль. В 1992-1993 годах работала старшим научным сотрудником кафедры неорганической и аналитической химии Еврейского университета в Иерусалиме, затем в Тель-Авивском университете, где занималась тематикой, связанной с биохимическим анализом в биологических средах. В эти годы, наряду с работой в области химии, Систер стала проявлять глубокий интерес к изучению проблем русско-еврейской культуры.
В 1991 году Систер становится внештатным автором и редактором Краткой еврейской энциклопедии (КЕЭ). Юлина тематика охватывает все аспекты истории науки, она становится автором около 90 статей. Её перу принадлежат статьи «Химия» (совместно с П. Смородинским), «Вениамин Левич», «Фредерик Райнес», «Моиз Гайсинский», «Юрий Гольфанд» и многие другие.
Свою деятельность в Доме учёных и специалистов Реховота Юлия Систер начала в 1991 году. В рамках этого объединения она организует лекции, семинары и научные конференции. Она руководит научными семинарами Дома учёных, которые регулярно проводятся в Институте Вейцмана. В 2008 году, а затем в 2014 году она организовала конференции, посвящённые движению Билу и Первой алие. Она также поддерживает дружеские контакты с зарубежными коллегами, такими как члены Клуба русскоязычных учёных штата Массачусетс.
В 1997 году  по инициативе Михаила Пархомовского был создан научно-исследовательский центр «Русское еврейство в зарубежье» (РЕВЗ), который поставил своей целью сбор и публикацию информации о евреях, которые эмигрировали из Российской империи, Советского Союза или постсоветских государств и внесли важный вклад в развитие мировой цивилизации. Михаил Пархомовский стал научным руководителем и главным редактором Центра, а Юлия Систер –  генеральным директором. С 2012 года научно-исследовательский центр переименован в «Евреи России в Зарубежье и Израиле» (ЕРЗИ). Генеральный директор Центра подбирает новые темы для сборников, находит для них авторов, организует сбор, обработку и публикацию материалов, связанных с русским еврейством. К 2015 году Центр опубликовал примерно 30 томов, в том числе книг, посвящённых евреям России в Англии, Франции, США, Израиле и других странах. В дополнение к своим функциям руководителя, Систер является автором и редактором многочисленных публикаций в монографиях Центра. Она редактор-составитель 17 тома («Идёмте же отстроим стены Йерушалаима. Книга 3»), соредактор-составитель 11 тома («Идёмте же отстроим стены Йерушалаима. Книга 1»), монографии «Израиль: русские корни», и одна из редакторов 10 тома.
В сферу деятельности генерального директора Центра входит также организация семинаров и конференций. Далее приведена небольшая выборка из конференций, организованных Юлией Систер. В 1999 году она была координатором конференции, посвящённой 50-летию Института Вейцмана в Реховоте. Вместе с профессором Ароном Черняком она написала подробный отчёт об этой конференции, который был опубликован в 8-м томе серии монографий «Русское еврейство в зарубежье». В 2003 году в Кирьят-Экроне она проводит конференцию, на которой обсуждаются вопросы русской Алии и её вклада в израильскую науку, культуру и образование. Более 200 учёных со всех концов страны приняли участие в конференции, приуроченной к 10-летию НИЦ «Русское еврейство в зарубежье» в 2007 году. Конференция 2012 года посвящалась 130-летию Первой алии; отчёт о ней опубликован Домом учёных Реховота, который также принимал участие в её организации.
Юлия Систер живёт с семьёй в Кирьят-Экроне. Её муж, Борис (Бецалель) Иосифович Гендлер, двоюродный брат А. В. Пинкензона, является терапевтом с большим опытом работы врача и преподавателя медицины. После репатриации из Кишинёва Бецалель Гендлер работал врачом в одной из израильских больниц. Он является автором статей, некоторые из которых написаны в соавторстве со своей супругой.

## Избранные публикации

### Химия
Юлия Систер является автором или соавтором более 200 научных работ.
- Систер Ю.Д. и др. Полярография 2,6-димеркапто-1,4-тиопирон-3-карбоновой кислоты и тиофенолов // Электрохимия. — 1967. — Т. 3, вып. 1, № 6.
- Аришкевич А. М., Систер Ю. Д. и др. Аналитическое применение димеркаптотиопиронов в переменно-токовой полярографии. // Исследования по химии координационных соединений и физико-химическим методам анализа / Отв. ред. А. В. Аблов. — Кишинёв: Штиинца, 1969.
- Сенкевич В.В., Систер Ю.Д., Ляликов Ю.С. Полярография на второй гармонике переменного тока при анализе органических веществ // Журнал аналитической химии. — 1972. — Т. 27, вып. 1.
- Г. С. Супин, Ю. Д. Систер, И. В. Козлова. Полярографические методы анализа пестицидов. // Проблемы аналитической химии / Отв. ред. Ю. С. Ляликов, ред. Систер Ю.Д. и др. — Москва: Наука, 1972. — Т. 2. — С. 145—155.
- Ю.С. Ляликов, при участии Л. Г. Мадан и Ю. Д. Систер. Физико-химические методы анализа (учебник). — 5-е изд. — Москва: Химия, 1974.
- Сенкевич В.В., Мадан, Л. Г., Систер, Ю. Д. Новые направления в полярографическом методе. — Кишинёв: Штиинца, 1975.
- Ю. Д. Систер. Развитие новых разновидностей полярографии и применение их в анализе органических соединений. // Полярография: Проблемы и перспективы / Под ред. Я. П. Страдынь, С. Г. Майрановский. — Рига: Зинатне, 1977.
- Ю. Д. Систер. Поиск оптимальных условий полярографического определения трефлана // Журнал аналитической химии. — 1981. — Вып. 1, № 8.
- H.A. Адамова, Ю.Д. Систер и др. Определение некоторых ПАВ методом переменнотоковой полярографии // Известия Академии наук Молдавской ССР (Серия биологических наук и химических наук). — 1986.

### История науки в публикациях Центра ЕРЗИ
- Юлия Систер. Эль Наумович Шляхов в Институте Пастера. // Русские евреи во Франции. Книга 1 / Ред.-сост.: М. Пархомовский, Д. Гузевич. — Иерусалим: НИЦ Русское еврейство в Зарубежье, 2001. — Т. 8. — С. 313—317. — ISBN 965-222-911-3.
- Юлия Систер. Моиз (Моисей) Гайсинский. // Русские евреи во Франции. Книга 2 / Ред.: М. Пархомовский, Д. Гузевич. — Иерусалим: НИЦ Русское еврейство в Зарубежье, 2002. — Т. 9. — С. 264—272. — ISBN 965-222-911-3.
- Борис Цукерблат, Юлия Систер, Клара Жигня. Академик Исаак Борисович Берсукер. // Русские евреи в Америке. Книга 1 / Ред.-сост.: Эрнст Зальцберг, М. Пархомовский. — Иерусалим: НИЦ Русское еврейство в Зарубежье, 2005. — Т. 12. — С. 175—186. — ISBN 965-222-911-3.
- Юлия Систер. Профессор Э. Шифрин и его команда. // Идёмте же отстроим стены Йерушалаима. Книга 3 / Ред.-сост.: Юлия Систер. — Иерусалим: НИЦ Русское еврейство в Зарубежье, 2008. — Т. 17. — С. 260—272. — ISBN 965-222-911-3.
- Юлия Систер. О химиках и химии в стране, текущей молоком и мёдом. // Израиль: русские корни / Ред.-сост.: Юлия Систер, Михаил Пархомовский. — Иерусалим: НИЦ Русское еврейство в Зарубежье, 2011. — С. 256—290. — ISBN 978-965-90976-7-8.

### История науки в других публикациях
- Юлия Систер. О книге «Израиль в космосе» и её авторе. Дом учёных и специалистов Реховота (9 декабря 2009). Дата обращения: 15 июля 2015.
- Юлия Систер. Борис Эммануилович Хесин. Дом учёных и специалистов Реховота (11 января 2010). Дата обращения: 15 июля 2015.
- Юлия Систер. О химиках и химии в стране, текущей молоком и медом. Сайт журнала «Русское литературное эхо» (2011). Дата обращения: 15 июля 2015.
- Юлия Систер. Академик Яков Кивович Сыркин. Дом учёных и специалистов Реховота (11 января 2012). Дата обращения: 15 июля 2015.
- Юлия Систер. Памяти профессора Вильдермана. Сайт DORLEDOR.INFO (23 декабря 2012). Дата обращения: 15 июля 2015.
- Юлия Систер. Андре Львов, лауреат Нобелевской премии. Lib.ru (5 января 2012). Дата обращения: 15 июля 2015.
- Юлия Систер. Лауреат Палладиевой медали (Александр Фрумкин). сайт NewsWe.com (Мы здесь № 422 - Международный журнал) (24 октября 2013). Дата обращения: 15 июля 2015.

### Русское еврейство в Израиле
- Идёмте же отстроим стены Йерушалаима. Книга 1 / Ред.-сост.: Юлия Систер, Михаил Пархомовский. — Иерусалим: НИ центр Русское еврейство в Зарубежье, 2005. — Т. 11. — (Русское еврейство в Зарубежье). — ISBN 965-222-911-3.
- Идёмте же отстроим стены Йерушалаима. Книга 3 / Ред.-сост.: Юлия Систер. — Иерусалим: НИ центр Русское еврейство в Зарубежье, 2008. — Т. 17. — (Русское еврейство в Зарубежье). — ISBN 965-222-911-3.
- Израиль: русские корни / Ред.-сост.: Юлия Систер, Михаил Пархомовский. — Иерусалим: НИ центр Русское еврейство в Зарубежье, 2011. — ISBN 978-965-90976-7-8.

### Другие публикации
- Юлия Систер, Бецалель Гендлер. Бессарабские евреи во французском Сопротивлении: Тамара Пагис. // Русские евреи во Франции. Книга 1 / Ред.-сост.: М. Пархомовский, Д. Гузевич. — Иерусалим: НИЦ Русское еврейство в Зарубежье, 2001. — Т. 8. — С. 68—77. — ISBN 965-222-911-3.
- Юлия Систер. Великая миссия Ицхака Шнеерсона. // Русское еврейство в зарубежье / Ред.-сост.: М. Пархомовский. — Иерусалим: НИЦ Русское еврейство в Зарубежье, 2003. — Т. 10. — С. 451—458. — ISBN 965-222-911-3.
- Юлия Систер, Бецалель Гендлер. От Бельц до Сдерота. сайт NewsWe.com (Мы здесь № 278 - Международный журнал) (28 сентября 2010). Дата обращения: 15 июля 2015.
- Юлия Систер. История одного поиска. сайт NewsWe.com (Мы здесь № 415 - Международный журнал) (5 сентября 2013). Дата обращения: 15 июля 2015.
- Чтоб луч свободы не погас. Стихотворения украинских поэтов в переводе на русский язык Марка Каганцова / Ред. кол. Р. Кюнцли, Б. Ришняк, Ю.Систер. — Львов: Украинские технологии, 2015. — ISBN 978-966-345-294-4.
- Юлия Систер. Памяти Михаила Ароновича Пархомовского. сайт www.elektron2000.com (Выступление 1699 - Электронный Научный Семинар) (26 октября 2015). Дата обращения: 9 сентября 2016.